# Караимское кладбище (Галич)
Галичское караимское кладбище (укр. Галицьке караїмське кладовище) — кладбище караимов в городе Галич Ивано-Франковской области Украины.
Караимское кладбище площадью 0,4 га находится на правом берегу Днестра. Длина кладбища составляет 77 м, ширина в западной части — 47 м, в восточной — около 27 м. С севера оно упирается в старицу Днестра, с юга — в разрушенное еврейское кладбище. На востоке и западе от караимского кладбища расположены приусадебные участки с жилыми домами и хозяйственными постройками.

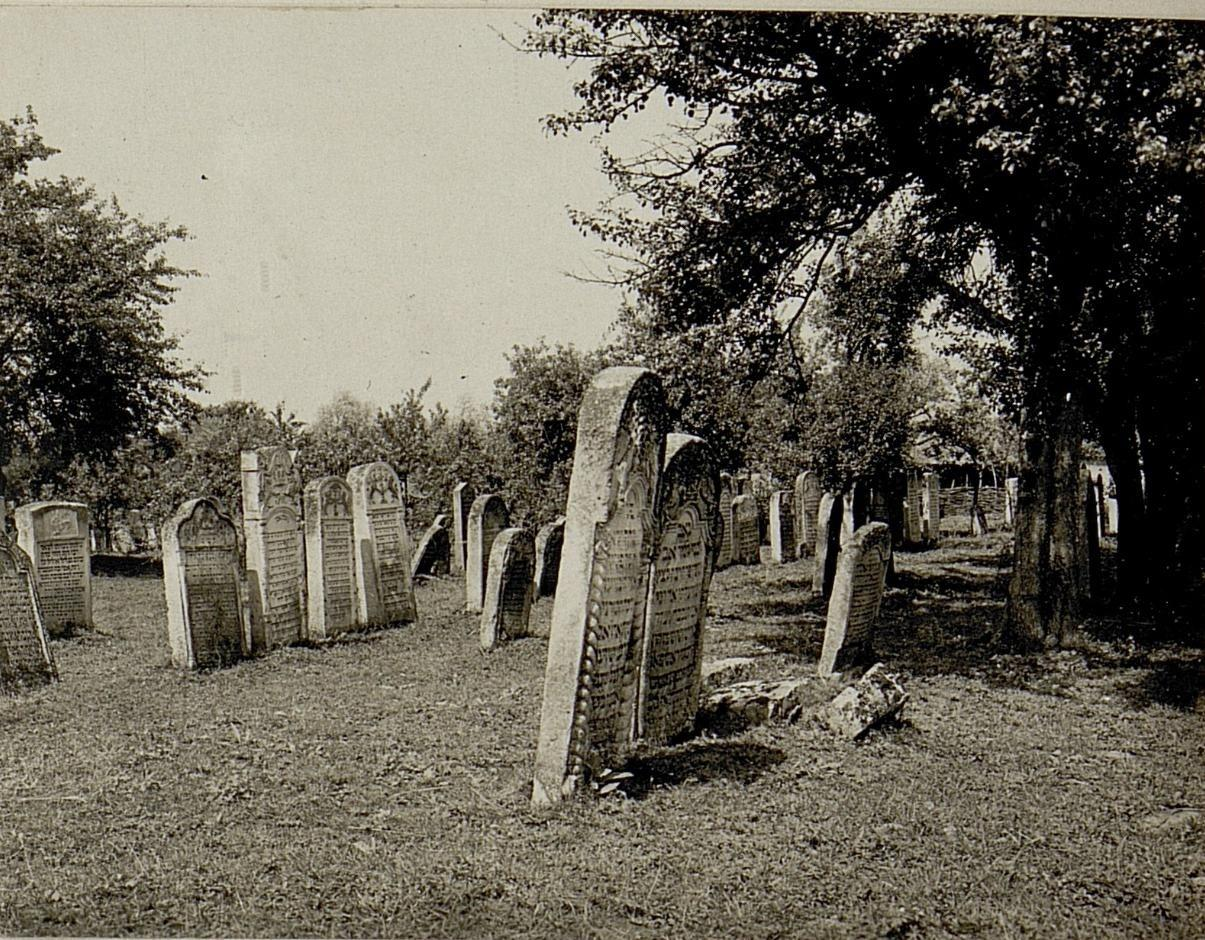
Караимское кладбище в Галиче (1915)

Наиболее древние памятники кладбища относятся к середине XVIII века. Часть памятников утрачена в годы Первой мировой и Великой Отечественной войн. По данным на 2000 год было учтено 219 караимских захоронений. Памятники, лицевая сторона которых обращена на север, образуют ряды, тянущиеся с востока на запад. Исследователи выделяют четыре типа надгробий: каменная стела, каменная стела на горизонтальном бетонном фундаменте, бетонная стела на горизонтальном бетонном фундаменте, горизонтальная бетонная плита. На эпитафиях можно увидеть караимские символы: корону Торы, поломанные деревья, кувшины, две ладони — благословение газана, звезду Давида, менору, оленей и львов. Встречается растительный орнамент.
В 1997—2000 годах были проведены исследования кладбища, отчищены эпитафии, перерисованы тексты и изображения, сделаны переводы. Результатом исследований стал уникальный каталог надгробных памятников караимского кладбища в Галиче.